# Paràmetre Mandel Q
El paràmetre de Mandel Q mesura com de semblant és la distribució del nombre d'ocupació a les estadístiques poissonianes. Va ser introduït en l'òptica quàntica per Leonard Mandel. És una manera convenient de caracteritzar estats no clàssics amb valors negatius que indiquen una estadística subpoissoniana, que no tenen anàleg clàssic. Es defineix com la variància normalitzada de la distribució del bosó:
{\displaystyle Q={\frac {\left\langle (\Delta {\hat {n}})^{2}\right\rangle -\langle {\hat {n}}\rangle }{\langle {\hat {n}}\rangle }}={\frac {\langle {\hat {n}}^{(2)}\rangle -\langle {\hat {n}}\rangle ^{2}}{\langle {\hat {n}}\rangle }}-1=\langle {\hat {n}}\rangle \left(g^{(2)}(0)-1\right)}
on {\displaystyle {\hat {n}}} és l'operador del nombre de fotons i {\displaystyle g^{(2)}} és la funció de correlació de segon ordre normalitzada tal com la defineix Glauber.

## Valor no clàssic
Els valors negatius de Q corresponen a l'estat on la variància del nombre de fotons és menor que la mitjana (equivalent a les estadístiques subpoissonianes). En aquest cas, la distribució de l'espai de fases no es pot interpretar com una distribució de probabilitat clàssica.
{\displaystyle -1\leq Q<0\Leftrightarrow 0\leq \langle (\Delta {\hat {n}})^{2}\rangle \leq \langle {\hat {n}}\rangle }
El valor mínim {\displaystyle Q=-1} s'obté per als estats de nombre de fotons (estats Fock), que per definició tenen un nombre de fotons ben definit i per als quals {\displaystyle \Delta n=0} . En aquest cas, trobem anti-bunching característic dels estats quàntics.

## Exemples
Per a la radiació del cos negre, la funció de l'espai de fases és gaussiana. La distribució d'ocupació resultant de l'estat del nombre es caracteritza per una estadística de Bose-Einstein per a la qual cosa {\displaystyle Q=\langle n\rangle }.
Els estats coherents tenen una estadística de nombre de fotons de Poisson per a la qual cosa {\displaystyle Q=0} .